# Shi Huanghou

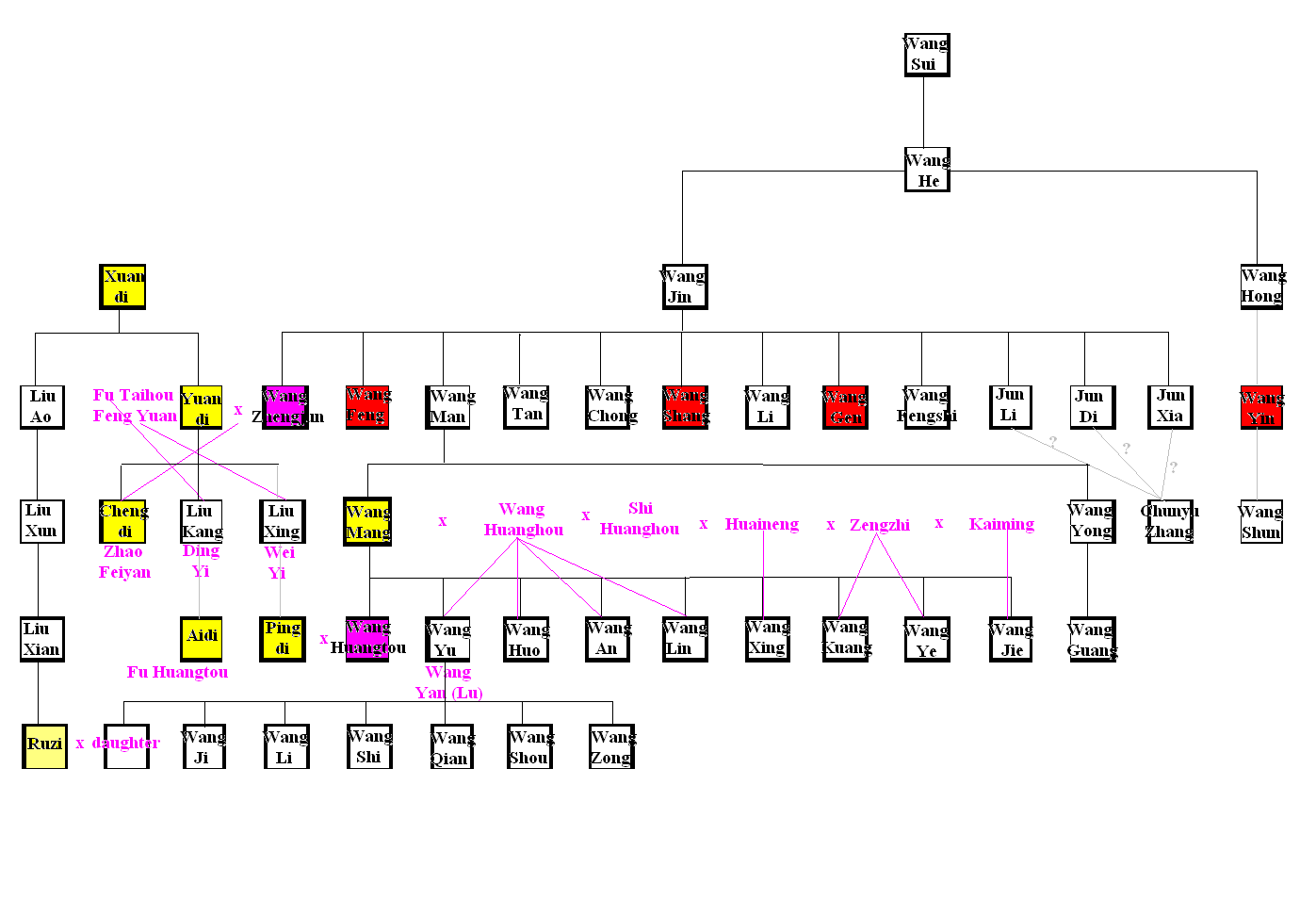
Stamboom van de familie Wang

Shi Huanghou (†?) was de tweede officiële echtgenote van de Chinese keizer Wang Mang (r.9-23 na Chr.) en een dochter van Shi Chen (史諶), een generaal in dienst van Wang Mang. Haar persoonlijke naam is niet overgeleverd, Shi Huanghou betekent 'Keizerin Shi'. Wang Mang huwde haar in 23, toen zijn rijk al op instorten stond.

## Biografie
Wang Huanghou, de eerste echtgenote van Wang Mang was in januari 21 overleden. Volgens juan 99 van het Boek van de Han ontving Yang Chengxin, een jonge hoveling later dat jaar een hemels voorteken dat aangaf dat er een nieuwe keizerin moest komen. Verder werd gesteld dat de mythische Huang Di (die door Wang Mang als een van zijn voorouders werd beschouwd) onsterfelijk werd toen hij een 120-tallige harem toevoegde aan zijn keizerin. Wang Mang koos vervolgens een dochter van de hoffunctionaris Shi Chen (史諶, †23 na Chr.) als zijn nieuwe keizerin. Ook werd er een meer dan 120-tallige harem samengesteld. Het huwelijk vond plaats in de lente van het jaar 23. Hoewel de opstandelingen die uiteindelijk een einde aan de heerschappij en het leven van Wang Mang zouden maken toen al de hoofdstad Chang'an bedreigden, ging het huwelijk gepaard met veel pracht en praal. Wang Mang wilde zo vertrouwen in de toekomst uitstralen. Ban Gu voegde aan zijn relaas in het Boek van de Han toe dat Wang Mang speciaal voor het huwelijk zijn haar en baard had laten verven om zo krachtiger over te komen. Later zou hij ook alchemisten hebben geraadpleegd voor het maken van afrodisiaca.
Zeven maanden later, in  oktober 23 veroverden opstandelingen Chang'an. Wang Mang werd door hen gedood en Shi Chen, vader van de keizerin, werd na zijn overgave geëxecuteerd. Het is onbekend wat er met de keizerin is gebeurd.